# Templo de Atlanta
El templo de Atlanta, Georgia es uno de los templos construidos y operados por la Iglesia de Jesucristo de los Santos de los Últimos Días, el primero construido en el Sureste de Estados Unidos y el segundo templo al este del Río Misisipi desde 1846. Al igual que los últimos templos construidos por la iglesia el templo de Atlanta es construido con un diseño moderno de un solo pináculo. El templo se asienta en un lote de 13 acres (52 609,2 m²) en la ciudad de Sandy Springs, a unas 3,5 millas (5,6 km) al norte de Atlanta.
Previo a su construcción los fieles del Sur estadounidense viajaban al Templo de Washington D. C. o a otros templos del país para sus matrimonios, sus investiduras o para realizar ceremonias a favor de antepasados fallecidos. El Templo de Atlanta fue el primero de siete templos más pequeños construidos a principios de la década de 1980. Sus dimensiones eran más pequeñas que las de los templos anteriores y los diseños originales no incluían una chapitel. Sin embargo, en una reunión regional celebrada en Tucker, Georgia, el 10 de enero de 1982, el arquitecto de la iglesia Emil B. Fetzer anunció la adición de una aguja que incluía una estatua del ángel Moroni de 10,5 pies (3,2 m).
El templo de Atlanta fue el primero en usar tecnología de varios idiomas para transmitir la película de la investidura con el uso de audífonos y emitido por haces infrarrojos. Otro avance tecnológico presente en el tepmlo de Atlanta era la conexión de sus computadoras a la sede genealógica en Salt Lake City para la transmisión más efectiva de datos con la sede de la iglesia. El templo de Atlanta fue el primer templo en ofrecer una pantalla de video a nivel de la pila bautismal para leer con facilidad los nombres de las tarjetas del templo durante cada bautismo por los muertos.

## Historia
El proselitismo restauracionista apareció por primera vez en los periódicos de Georgia para 1831. John Eldridge, el primer misionero del movimiento de los Santos de los Últimos Días en registros asignado a Georgia, llegó en 1843. En los años 1840 y 1850 los conversos de Georgia dejaron sus hogares para reunirse con los fieles, primero en Nauvoo, Illinois, y luego hacia el Oeste de Estados Unidos con los pioneros mormones hasta el territorio de Utah. La marea de conversos que se mudaron a asentamientos mormones en el oeste comenzó a disminuir a principios de los años 1900 y acabó poco después de 1914 cuando el entonces presidente de la iglesia Joseph F. Smith viajó por el sur pidiendo a sus conversos que permanecieran en sus ciudades y edificaran la iglesia localmente. Este cambio permitió que la Iglesia creciera de manera más consistente en Georgia y creó oportunidades adicionales para el liderazgo local. La primera estaca en Georgia fue organizada en Atlanta en mayo de 1957.

## Diseño
El templo de Atlanta sigue el mismo patrón básico de los templos de Berna y Hamilton de los años 1950. A diferencia de estos templos, el templo de Atlanta fue diseñado desde sus inicios sin una torre central. Este diseño propuesto originalmente para el templo de Atlanta quedó incompleteo a los ojos de un revisor de la columna Faith & Values del periódico Atlanta Journal-Constitution, quien notó la ausencia de una aguja y el clásico ángel dorado en su extremo. Poco después de la publicación del artículo, el 10 de enero de 1982, el arquitecto de la iglesia Emil B. Fetzer anunció planes revisados para el templo, dando cabida a la tradición de incorporar un pináculo y sobre el la estatua de Moroni. La estatua de Moroni original fue de un molde hecho por LaVar Wallgren de la estatua creada por Torlief Knaphus para una de las capillas de Washington D. C. Cuando la iglesia quitó la estatua de la capilla, Wallgren hizo su molde la cual es a su vez réplica de la estatua de Cyrus Edwin Dallin en la torre del Templo de Salt Lake City. Otras piezas fundidas a partir de esta estatua se encuentran sobre el Templo de Idaho Falls y en el Templo de Boston.

## Construcción
Las ceremonia de la primera palada ocurrió el 7 de marzo de 1981, presidida por el entonces presidente de la iglesia, Spencer W. Kimball y a la que asistieron aproximadamente 10.000 espectadores incluyendo el gobernador, senadores y representantes estatales y del condado. Al partir de Atlanta, Kimball comenzó una gira por el Caribe incluyendo Puerto Rico y la República Dominicana, concluyendo con una visita a la Casa Blanca con el entonces presidente estadounidense Ronald Reagan.
La propiedad se desarrolló para incluir el templo, un anexo que incluye las instalaciones para los encargados del terreno, un centro de distribución de materiales de la iglesia y un pequeño edificio de apartamentos para misioneros y otros visitantes del templo provenientes de fuera del estado. En 1988, la propiedad se desarrolló aún más para incluir un centro de reuniones para el culto dominical regular y otras actividades sociales de la iglesia.

## Dedicación
El templo SUD de la ciudad de Atlanta fue dedicado para sus actividades eclesiásticas en quince sesiones del 1-4 de junio de 1983, por Gordon B. Hinckley, el primero de más de 90 templos dedicados por Hinckley. Con anterioridad a ello, en mayo de ese mismo año, la iglesia permitió un recorrido público de las instalaciones y del interior del templo por tres semanas y al que asistieron más de 60,000 visitantes. 
El área original servida por el templo incluía aproximadamente 150.000 Santos de los Últimos Días que abarcaban los estados de Georgia, Florida, Alabama, Misisipi, Tennessee, Carolina del Sur y partes de Carolina del Norte, Luisiana y Arkansas. Entre 1983 y 2000, autobuses llenos de fieles llegaron al Templo de Atlanta desde el otro lado del sur todos los fines de semana, a veces permaneciendo en el templo todo el día el viernes y nuevamente el sábado. Se convirtió en un centro espiritual de los fieles de la región. Para octubre de 2015, el área del distrito del templo servía a 124 congregaciones en Georgia, 11 en Tennessee y nueve en Alabama. Previo a la dedicación del Templo de Orlando en 1994, los devotos de la iglesia del Caribe también asistían al templo de Atlanta.
Durante la primera década de operaciones del templo de Atlanta, no era inusual ver fieles venir de Venezuela y otros países de América del Sur, en vista que los vuelos a Atlanta eran a menudo más económicos que a la Ciudad de México, Lima o la Ciudad de Guatemala donde la iglesia había también dedicado templos a principios de los años 1980. Finalmente se dedicaron templos en Bogotá en abril de 1999 y Caracas Venezuela en agosto de 2000 para cubrir esas necesidades locales.
El 4 de octubre de 1997, Hinckley anunció que debido al aumento de la membresía de la iglesia en los Estados Unidos y en todo el mundo, la necesidad de construir templos más pequeños más cerca de su gente había alcanzado una masa crítica. El liderazgo de la iglesia quería que todas las ordenanzas eclesiásticas realizadas en un templo estuvieran disponibles para quienes las buscaran, sin las limitaciones previas de distancia y los gastos de viaje. Como resultado directo de este anuncio, entre 1999 y 2000, se dedicaron templos en todos los estados del distrito original del templo de Atlanta, excepto Arkansas y Misisipi. Esto redujo drásticamente el número de visitantes del templo fuera del estado de Georgia.

## Reconstrucción
La Primera Presidencia de la iglesia anunció el 4 de abril de 2009 que el templo de Atlanta cerraría en julio de 2009, por un periodo de renovaciones. Los cambios como parte de la remodelación incluyeron hacer que el templo sea más accesible para las personas de movilidad reducida. Se agregaron ventanas adicionales para aumentar la luz natural así como más arte en el interior del edificio y 45 nuevos paneles de vidrio artístico. La renovación incluyó el reemplazo completo de los sistemas eléctricos, de plomería y climatización, así como la instalación de un sistema automático de rociadores contra incendios. Además de las mejoras técnicas, las nuevas actualizaciones incluyen madera de eucalipto de Brasil para el interior, candelabros de cristal Swarovski, mármol de Italia y Pakistán, alfombras de lana de Nueva Zelanda tejidas en Hong Kong, telas para muebles de España, vidrio de Orem (Utah). El exterior del templo permanece prácticamente sin cambios, con algunos nuevos paisajes.
Entre las nuevas obras de arte se encuentra un mural en el salón de la Creación por Linda C. Christensen. Cuando se completó la construcción, se llevó a cabo una jornada de puertas abiertas al público del 9 al 23 de abril de 2011. El templo fue dedicado de nuevo el 1 de mayo de 2011 por el entonces presidente de la iglesia Thomas S. Monson. En 2012, la Iglesia SUD se opuso a una propuesta para cambiar el nombre de Barfield Road a Mercedes-Benz Drive cuando la empresa Mercedes-Benz desarrolló el terreno adyacente para su sede en EE. UU.